# Saint-Barthélemy

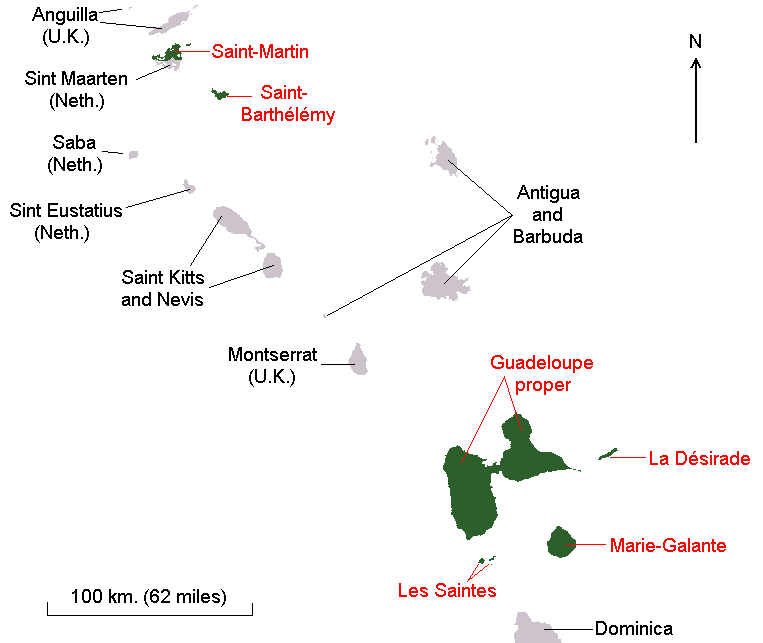
Harta regiunii Guadelupa, Insula Saint Barthélemy este în nord-vest

Saint-Barthélemy este o insulă în Marea Caraibelor în Insulele Antile și o colectivitate de peste mări franceză. Ca parte a Franței, este parte a Uniunii Europene ca Regiune ultraperiferică. În urma unui referendum din anul 2003 cu privire la statutul administrativ al regiunii Guadelupa, arondismentul Insulele din nord, din care făceau parte insulele Saint Barthélemy și partea franceză a insulei Saint Martin, au aprobat reorganizarea sub forma unei colectivități de peste mări cu asamblare unică, spre deosebire de restul regiunii Guadelupa care a votat împotriva. În urma acestui vot și a deciziilor Parlamentului francez, insulele au format o colectivitate separată în cursul anului 2007.

## Geografie

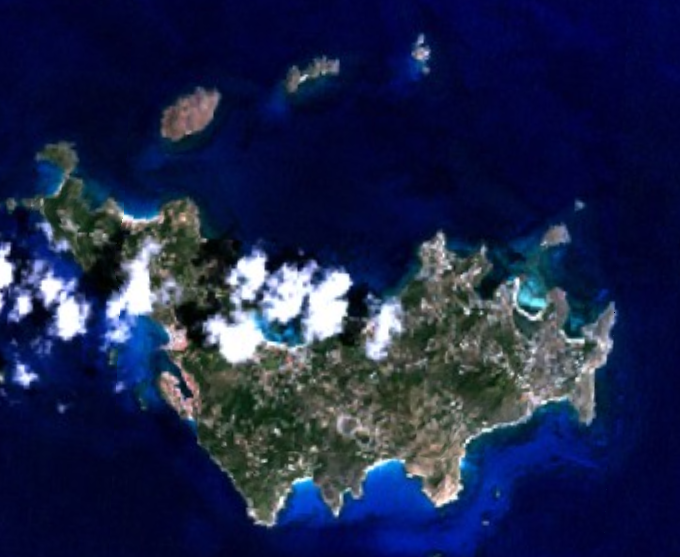
Vedere din satelit a insulei

Saint-Barthélemy se situează la 230 km nord-vest de insula Guadelupa și la 25 km de insula Saint-Martin. Este de asemenea situată la 230 km est de Puerto Rico și în apropierea insulei Anguilla. Insula are un relief abrupt și are o suprafață de 21 km² (25 km² împreaună cu toate insulele adiacente) iar singurul teren plat este ocupat de aerodromul de pe insulă. Insula are o lungime totală a coastelor de 32 km, existând 20 de plaje care sunt una dintre principalele atracții ale insulei. Punctul culminant este colina Vitet cu o înălțime de 286 m.

## Istorie
Insula a fost descoperită de Cristofor Columb în timpul celui de al doilea voiaj în America din 1493, acesta botezând-o în onoarea fratelui său. Acesta a revendicat-o în numele Spaniei. A fost ocupată pentru prima dată de francezi, în 1648, în urma deciziei comandorului Lonvilliers de Poincy din Lorient. Din 1651 în 1656, insula este guvernată de către Cavalerii de Malta.
A fost ulterior abandonată iar în 1659 a devenit colonie franceză. În ciuda faptului că potențialul economic al insulei era considerat redus datorită solului foarte sărac și al climatului uscat, potențialul strategic al insulei era mult mai important datorită situării în nordul Antilelor Mici.

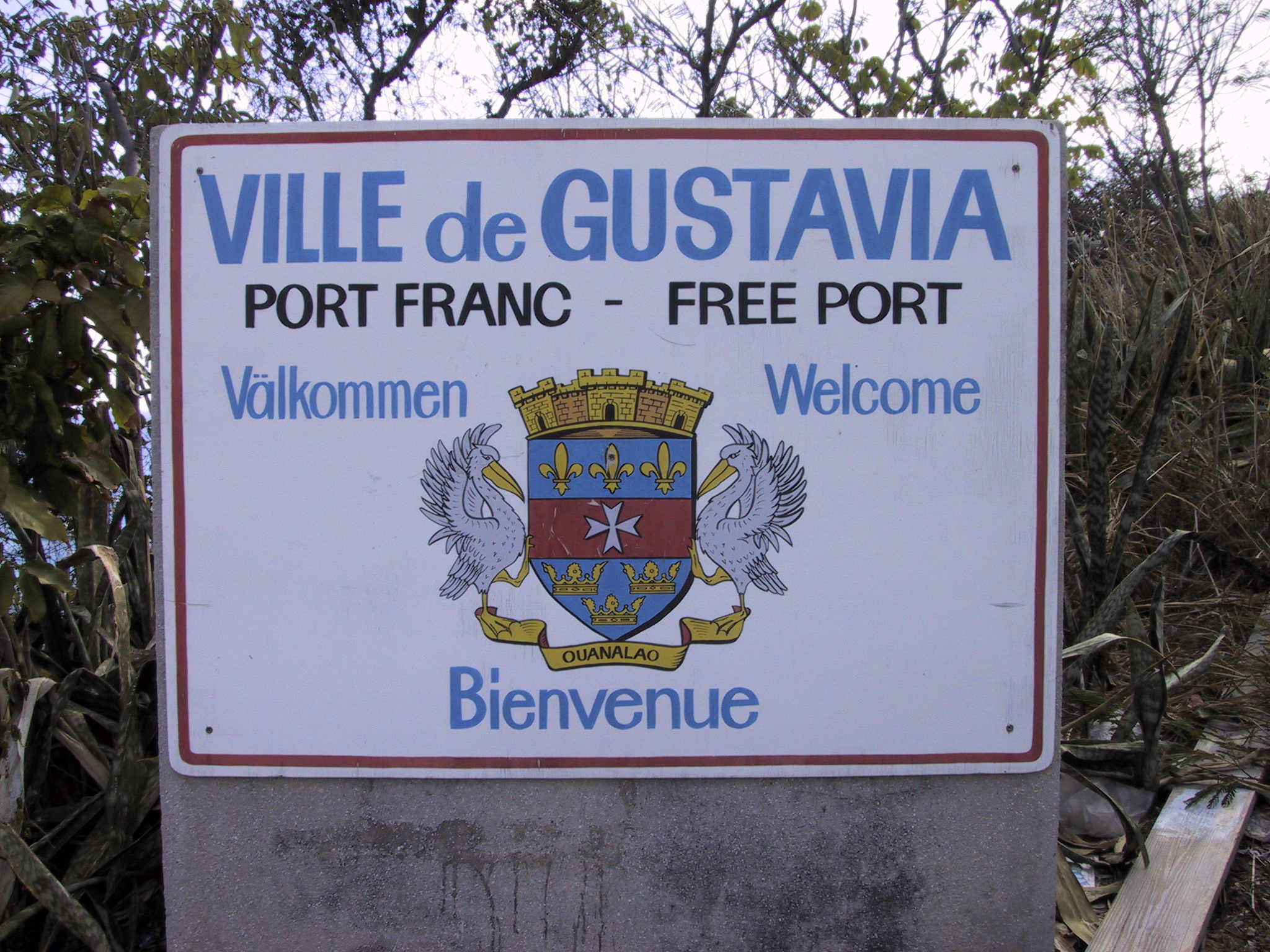
Panou de intrare în Gustavia, scris în franceză, suedeză şi engleză.

În 1785, insula este vândută de către regele Ludovic al XVI-lea regelui Gustav al III-lea al Suediei. Drept omagiu, acesta va dispensa locuitorii insulei de plata impozitelor iar cel mai important oraș a fost redenumit Gustavia. Acesta a devenit un port liber. În 16 martie 1878 Suedia revinde insula Franței, aceasta atașând-o Guadelupei.
În 1957, David Rockefeller a cumpărat o proprietate de 27 ha pentru câteva mii de dolari lucru ce a declanșat transformarea progresivă a insulei într-un "sit excepțional, ce asigură turiștilor o ambianță familială și confidențială în timpul sezonului turistic și cu un grad ridicat de securitate, ceea ce o distinge de celelalte insule din Caraibe. Actualmente prețurile imobiliarelor sunt foarte ridicate iar dificultățile accesului cu avionul, care este posibil doar pentru avioanele mici, permite captarea clientelei de top, doritoare de păstrarea confidențialității destinației.

## Administrație

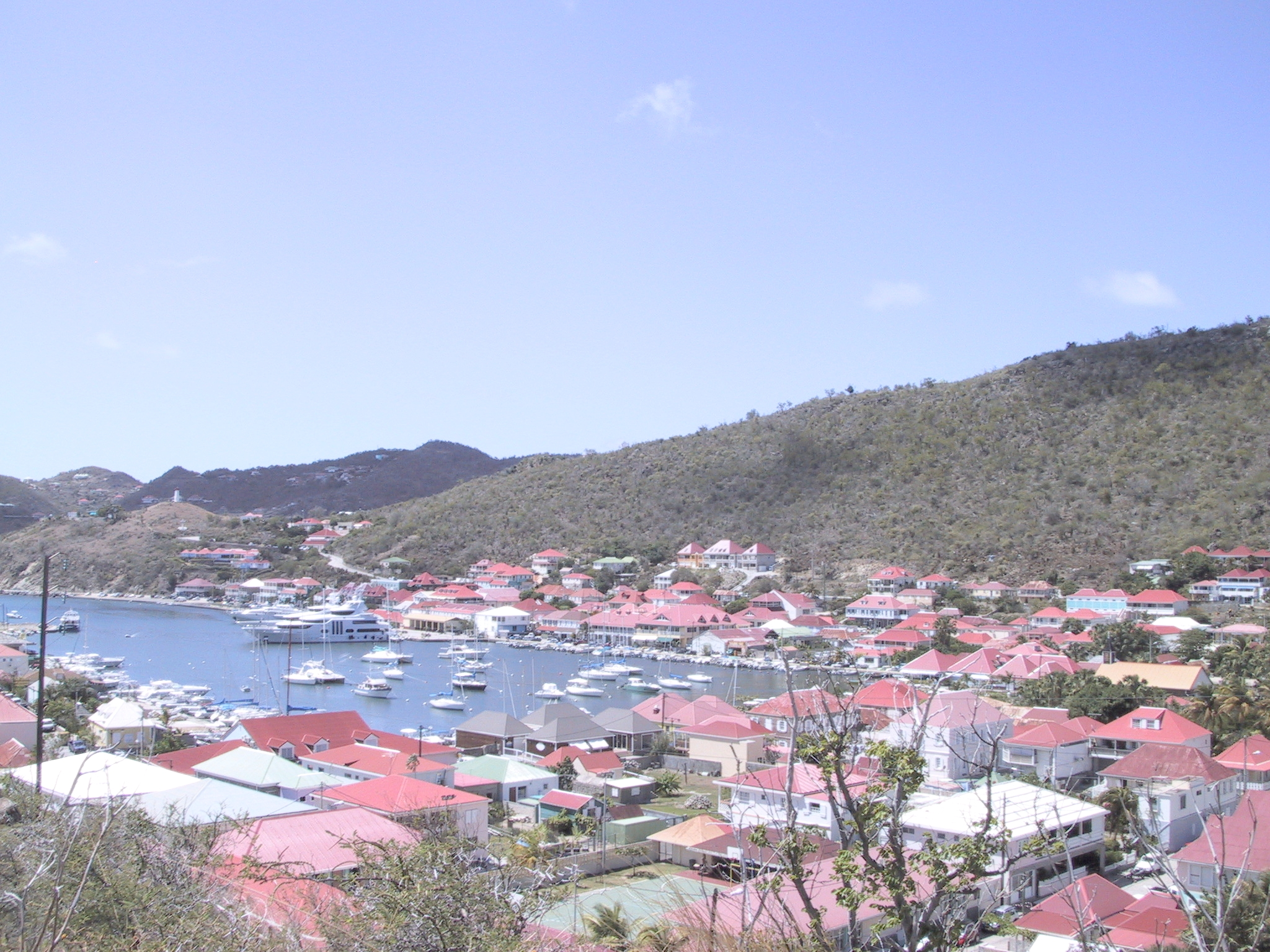
Gustavia, Cea mai mare localitate din insulă.

in 1962, comunele Saint-Martin și Saint-Barthélemy formează cel de al 3-lea arondisment (insulele din nord, franceză les îles du nord) al Guadelupei, și sunt administrate de către un subprefect situat în Saint-Martin dar care dispune de un birou și de o reședință secundară și în Saint-Barthélemy.
Pe 7 decembrie 2003, locuitorii din Saint-Barthélemy au aprobat, prin referendum, cu o participare de 78,71% și 95,51% de voturi exprimate, un proiect instituțional de transformare a insulei într-o colectivitate teriotrială cu asamblare regională unică detașată de regiunea Guadelupa. Legea organică ce stabilește noul statut al insulei a intrat în vigoare pe 22 februarie 2007.

## Demografie
La ultimul referendum, din 1999, populația recenzată a insulei a fost de 6.845. Majoritatea locuitorilor sunt în marea majoritate descendenți ai colonilor bretoni și normanzi. Este singura insulă franceză din Caraibe ce nu are o populație de origine africană, datorită faptului ca după abolirea sclavagismului, în 1847, deoarece insula nu dispunea de terenuri agricole pe care să le exploateze, populația neagră, proaspăt eliberată, a emigrat.
Actualmente insula găzduiește numeroase reședințe secundare ale multor celebrități internaționale, fiind un fel de Monte Carlo al Antilelor.

## Economie
Agricultura este puțin dezvoltată datorită lipsei teritoriilor și a aridității solului. Principala activitate economică a insulei este turismul de lux.
Chiar dacă insula aparține unui departament de peste mări francez și Uniunii Europene, supus astfel impozitelor normale franceze, insula Saint Barthélemy se bucură de o exonerare de impozite, conservate din perioada colonială suedeză. Astfel insula este o destinație favorită a persoanelor cu averi mari, dar în același timp dispune de aceleași servicii publice ca și celelalte comune franceze.
Insula dispune de o Zonă Economică Exclusivă de 4000 km².